# Nadeschda Pawlowna Chnykina
Nadeschda Pawlowna Chnykina (verheiratete Dwalischwili georgisch ნადეჟდა ხნიკინა-დვალიშვილი, russisch Надежда Павловна Хныкина-Двалишвили; * 24. Juni 1933 in Baku, AsSSR) ist eine ehemalige georgische Leichtathletin. Im Sprint und im Weitsprung trat sie international für die Sowjetunion an.
Bei den Olympischen Spielen 1952 in Helsinki gewann sie mit einer Zeit von 24,2 s die Bronzemedaille im 200-Meter-Lauf hinter Marjorie Jackson (23,7 s) und Bertha Brouwer (24,2 s). Chnykina startete in Helsinki auch im 100-Meter-Lauf, schied jedoch bereits in der Vorrunde aus. Mit der sowjetischen 4-mal-100-Meter-Staffel erreichte sie den vierten Platz.
Chnykina trat bei den Olympischen Spielen 1956 in Melbourne im Weitsprung an. Mit 6,07 m belegte sie den dritten Rang hinter Elżbieta Krzesińska (6,35 m) und Willye White (6,09 m).
Nadeshda Chnykina hatte bei einer Körpergröße von 1,68 m ein Wettkampfgewicht von 55 kg und startete für Dinamo Tiflis.

## Bestleistungen
- 100 m: 11,7 s (1951)
- 200 m: 24,16 s (1952)
- Weitsprung: 6,25 m (1954)